# Broad Peak Middle
Broad Peak Środkowy (ang. Broad Peak Central, niem. Broad Peak Middle) – jeden z wielu wierzchołków potężnego masywu Broad Peak. Ma wysokość 8011 m. Masyw wznosi się w pobliżu K2 (odziela je lodowiec Godwin-Austen).
Pierwszego wejścia dokonali polscy wspinacze w czasie wyprawy Klubu Wysokogórskiego z Wrocławia: Kazimierz Głazek, Janusz Kuliś, Marek Kęsicki, Andrzej Sikorski i Bohdan Nowaczyk 28 lipca 1975. Podczas schodzenia z wierzchołka śmierć ponieśli Nowaczyk, Sikorski i Kęsicki. Było to pierwsze w historii wejście Polaków na wierzchołek ośmiotysięczny . 

## Pierwsze wejście
W 1975 roku w Karakorum wyruszyła polska wyprawa Klubu Wysokogórskiego Wrocław pod kierownictwem Janusza Fereńskiego. Skład grupy uzupełniali: Stanisław Anioł, Tadeusz Barbacki (kierowca), Roman Bebak, Kazimierz Głazek (zastępca kierownika), Wojciech Jonak (lekarz), Zbigniew Jurkowski, Jan Juszkiewicz, Marek Kęsicki, Janusz Kuliś, Bohdan Nowaczyk, Marian Sajnog (kierowca), Andrzej Sikorski, Andrzej Skoczylas (operator filmowy) oraz Jerzy Woźnica. Droga z Wrocławia do Islamabadu (około 9000 km) została pokonana samochodem Jelcz 315-M w dniach 2–21 maja. Dwóm kierowcom wiozącym całe zaopatrzenie wyprawy towarzyszył Janusz Kuliś. Pozostała część ekipy dotarła do Islamabadu samolotem. 13 czerwca odbył się przelot wyprawy wraz z całym bagażem do Skardu, a 15–16 czerwca przejazd traktorami i jeepami do odległej o 52 mile miejscowości Baha i następnie przemarsz karawany przez Dassu, Askole, Paiju i Urdukas (4100 m n.p.m.) do Concordii (4600 m n.p.m.), gdzie wyprawa dotarła 29 czerwca. 30 czerwca założono bazę główną pod zachodnim filarem Broad Peak Central .